# Boston-Marathon 1989
Der Boston-Marathon 1989 war die 93. Ausgabe der jährlich stattfindenden Laufveranstaltung in Boston, Vereinigte Staaten. Der Marathon fand am 17. April 1989 statt.
Bei den Männern gewann Abebe Mekonnen in 2:09:06 h und bei den Frauen Ingrid Kristiansen in 2:24:33 h.

## Ergebnisse

### Männer
| Platz | Athlet             | Land               | Zeit (h) |
| ----- | ------------------ | ------------------ | -------- |
| 01    | Abebe Mekonnen     | Äthiopien          | 2:09:06  |
| 02    | Juma Ikangaa       | Tansania           | 2:09:56  |
| 03    | John Treacy        | Irland             | 2:10:24  |
| 04    | Ibrahim Hussein    | Kenia              | 2:12:41  |
| 05    | John Campbell      | Neuseeland         | 2:14:19  |
| 06    | Simon Robert Naali | Tansania           | 2:14:59  |
| 07    | Gerardo Alcalá     | Mexiko             | 2:15:51  |
| 08    | Kunimitsu Itō      | Japan              | 2:16:19  |
| 09    | Chala Urgesse      | Äthiopien          | 2:17:31  |
| 10    | Herb Wills         | Vereinigte Staaten | 2:17:40  |

### Frauen
| Platz | Athletin              | Land                   | Zeit (h) |
| ----- | --------------------- | ---------------------- | -------- |
| 01    | Ingrid Kristiansen    | Norwegen               | 2:24:33  |
| 02    | Marguerite Buist      | Neuseeland             | 2:29:04  |
| 03    | Kim Jones             | Vereinigte Staaten     | 2:29:34  |
| 04    | Eriko Asai            | Japan                  | 2:33:04  |
| 05    | Lisa Weidenbach       | Vereinigte Staaten     | 2:33:18  |
| 06    | Lisa Brady            | Vereinigte Staaten     | 2:34:16  |
| 07    | Priscilla Welch       | Vereinigtes Königreich | 2:35:00  |
| 08    | Odette Lapierre       | Kanada                 | 2:35:51  |
| 09    | Joan Benoit Samuelson | Vereinigte Staaten     | 2:37:52  |
| 10    | Laurie Binder         | Vereinigte Staaten     | 2:39:25  |